# Lehigh Valley Phantoms
I Lehigh Valley Phantoms sono una squadra di hockey su ghiaccio dell'American Hockey League con sede nella città di Allentown, nello stato della Pennsylvania. Nati nel 2014 sono affiliati ai Philadelphia Flyers, squadra della National Hockey League, e disputano i loro match casalinghi presso il PPL Center.

## Storia
I Phantoms, creati nel 1996 con il nome di Philadelphia Phantoms, sono stati la principale squadra affiliata ai Philadelphia Flyers, franchigia della National Hockey League. Dopo la demolizione del Wachovia Spectrum la squadra fu trasferita temporaneamente a Glens Falls, assumendo il nome di Adirondack Phantoms.
Nel marzo del 2011 fu annunciata l'intenzione di costruire un nuovo palazzetto denominato PPL Center ad Allentown, Pennsylvania, con l'intenzione di portarvi la franchigia a partire dalla stagione 2014-2015. Nell'estate del 2014 nacquero i Lehigh Valley Phantoms, mentre nella città dello stato di New York sorsero gli Adirondack Flames sulle ceneri degli Abbotsford Heat. A differenza dei vecchi Phantoms il colore viola fu sostituito dal blu elettrico.

### Affiliazioni
Nel corso della loro storia i Lehigh Valley Phantoms sono stati affiliati alle seguenti franchigie della National Hockey League:
- Philadelphia Flyers: (2014-)

## Record stagione per stagione
| Stagione               | Division | Gare | V  | S  | OTL | SOL | Punti | GF  | GS  | Piazzamento | Play-off |
| ---------------------- | -------- | ---- | -- | -- | --- | --- | ----- | --- | --- | ----------- | -------- |
| Lehigh Valley Phantoms |          |      |    |    |     |     |       |     |     |             |          |
| 2014-15                | East     | 76   | 33 | 35 | 7   | 1   | 74    | 194 | 237 | 4°          |          |
| 2015-16                | Atlantic | 76   | 34 | 35 | 4   | 3   | 75    | 215 | 222 | 7°          |          |

## Record della franchigia

### Carriera
Gol: 34  Nick Cousins
Assist: 60  Nick Cousins
Punti: 94  Nick Cousins
Minuti di penalità: 252  Jay Rosehill
Vittorie: 30  Anthony Stolarz
Shutout: 2  Anthony Stolarz
Partite giocate: 144  Taylor Leier